# تأثير عدسة جاذبية قوي
أو تعدس قوي (بالإنجليزية: Strong gravitational lensing)‏، أحد أنواع تأثيرات الكتل فائقة الضخامة في النسبية العامة على مسار الضوء المار قربها، تُحدث الكتل فائقة الضخامة كالمجرات والعناقيد المجرية تشوهاً كبيراً جداً في مسار الضوء القادم من جسم آخر يقع خلفها مما يجعل الراصد يرى صوراً متعددة أو أقواس عملاقة أو حلقات مضيئة (حلقات آينشتاين) للجسم الواحد خلف العدسة.
بشكل عام شرط الحصول على تأثير عدسة جاذبية قوي هو أن تكون كثافة كتلة العدسة أكبر من الكثافة الحرجة التي يعبر عنها بـ({\textstyle \sum _{cr}})، وبالنسبة لمصدر نقطي يقع خلف العدسة ستتكون صوراً متعددة حسب مبرهنة الرقم الفردي [الإنجليزية] أو أقواس لامعة عملاقة أو حلقات مضيئة.
تم التنبؤ بتأثير عدسات الجاذبية القوي في النظرية النسبية العامة لآينشتاين ورصدت لأول مرة عام 1979 من قبل العلماء دينيس والش، وبوب كارسويل وراي فيمان، بعد تحققهم من أن الكوازار التوأم Q0957+561A ماهو إلا صورتين لجسم واحد.

## الأرصاد

محاكاة لمرور مصدر ضوئي خلف عدسة جاذبية تقع في مركز الصورة، اللون الأزرق يدل على حركة المصدر الحقيقة بدون تأثير العدسة، اللون الأبيض يشير إلى صورة الجسم نتيجة تأثير العدسة عليه وكما يرى من قبل راصد في مكان بعيد.

أغلب تأثيرات عدسات الجاذبية القوية يمكن رصدها من خلال المسح المجري [الإنجليزية] واسع النطاق، وبشكل عام يمكن تصنيف العدسات المرصودة حسب الحجم إلى نوعين:

### العدسات المجرية
تكون فيها المجرات هي التي تنتج تأثير العدسة على صور مصادر ضوئية أخرى تقع في الخلفة مثل الكوازارات أو مجرات أخرى أو التدفقات النفثية، في حالة كان المصدر في الخلفية نقطي الشكل فستنتج العدسة صوراً متعددة له، وإذا كان بشكل ممدود كالتدفقات النفثية أو المجرات فالصور الناتجة يمكن أن تأخذ شكل أقواس عملاقة أو حلقات، حتى عام 2017 تم تشخيص عدة مئات من تأثير عدسات (مجرة-مجرة) القوية، ويتوقع بأن يصل هذا العدد إلى أكثر من 100,000 بعد تشغيل مرصدي مقراب المسح الشامل الكبير، وتلسكوب إقليدس.

### العدسات العنقودية
ينتج تأثير العدسة بواسطة العناقيد المجرية العملاقة، في هذا النوع يمكن ملاحظة نوعين من التأثيرات العدسية، التأثير القوية مثل الأقواس العملاق والصور المتعددة والحلقات، والتأثيرات الضعيفة التي تظهر بشكل تشوه قطع ناقص للمصادر النقطية.

## التطبيقات الفلكية

### دليل الكتلة
لكون تأثير عدسة الجاذبية يعتمد فقط على الجهد الجذبي، يمكن استعمال هذا التأثير لتحديد نماذج الكتلة للعدسات عن طريق قيود تعتمد على نوع التشوه من صور متعددة أو أقواس، وإجراء مطابقة لنموذج الكتلة المقترح ليتناسب مع الأرصاد العملية، التشكيلات ما دون المجرية مثل توزيع مركز الكتلة، وهالات المادة المظلمة هي ما تثير إهتمام علماء الفلك في الوقت الحالي.

### تباطؤ الزمن
الضوء القادم من المصادر في الخلفية سيقطع مسارات مختلفة حول العدسة مما سينتج تباطؤ زمني على طول مساره بفعل الجهد الجذبي المحلي، الفرق في التباطؤ الزمني للصور المتعددة الناتجة عن العدسة يمكن تحديده ثم بعد ذلك ربطه بنموذج الكتلة مما يوفر طريقة لحساب الثوابت الكونية مثل ثابت هابل.

## معرض الصور

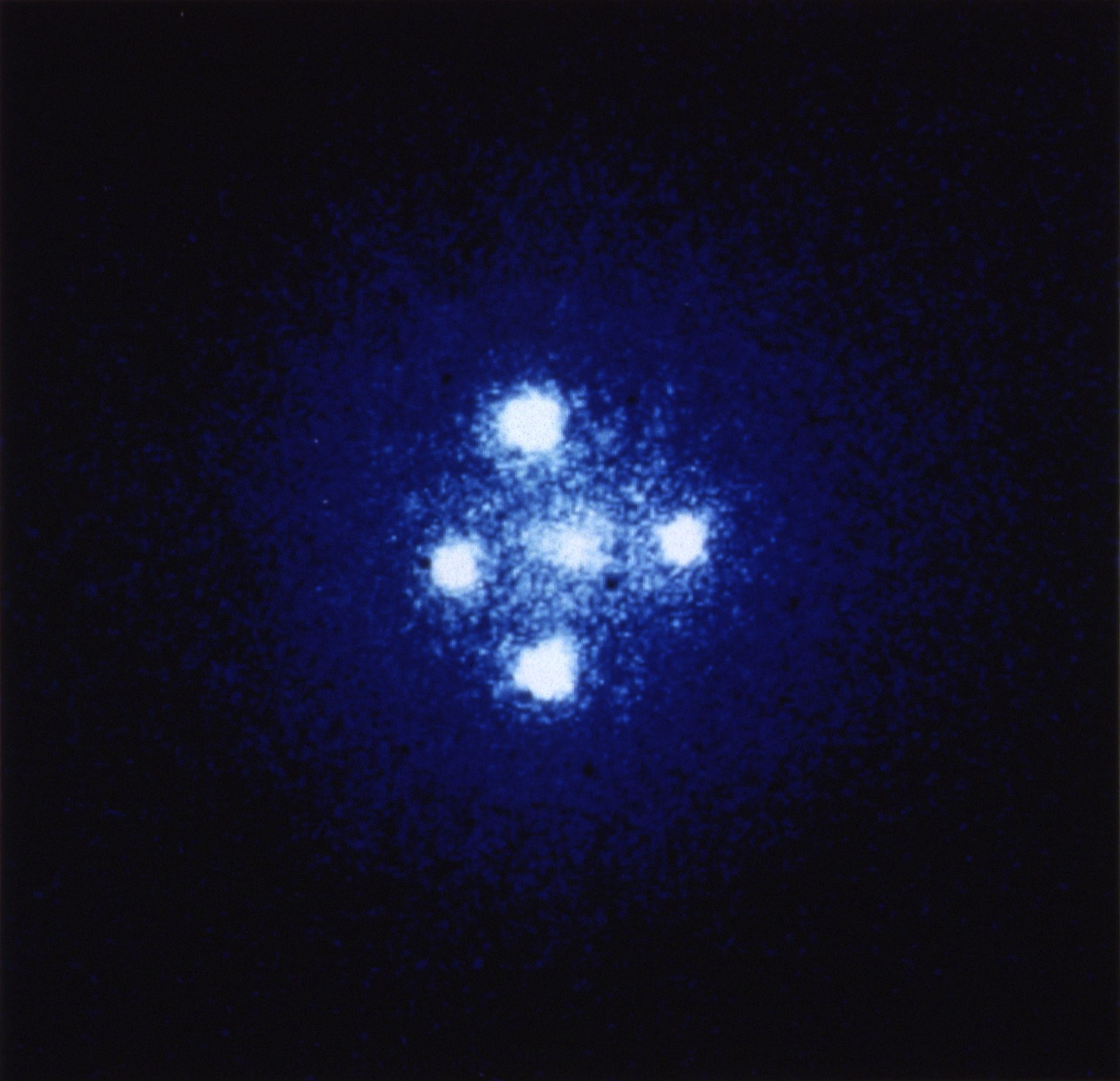
صليب آينشتاين، النقاط الأربعة المضيئة التي تكون شكل الصليب هي صور متعددة لجرم واحد نتجت بفعل تأثير عدسة جاذبية قوية، في النظام المسمى G2237 + 0305.
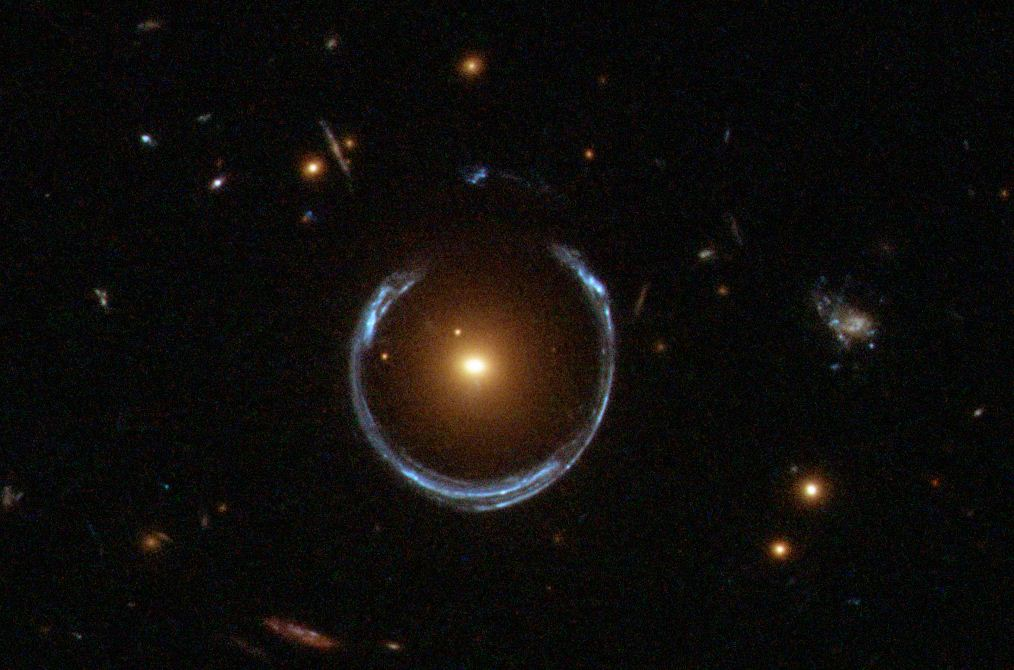
حلقة أينشتاين، الحلقة الزرقاء المضيئة ماهي إلا صورة مشوهة لمجرة تقع خلف عدسة جاذبية ذات تأثير قوي.
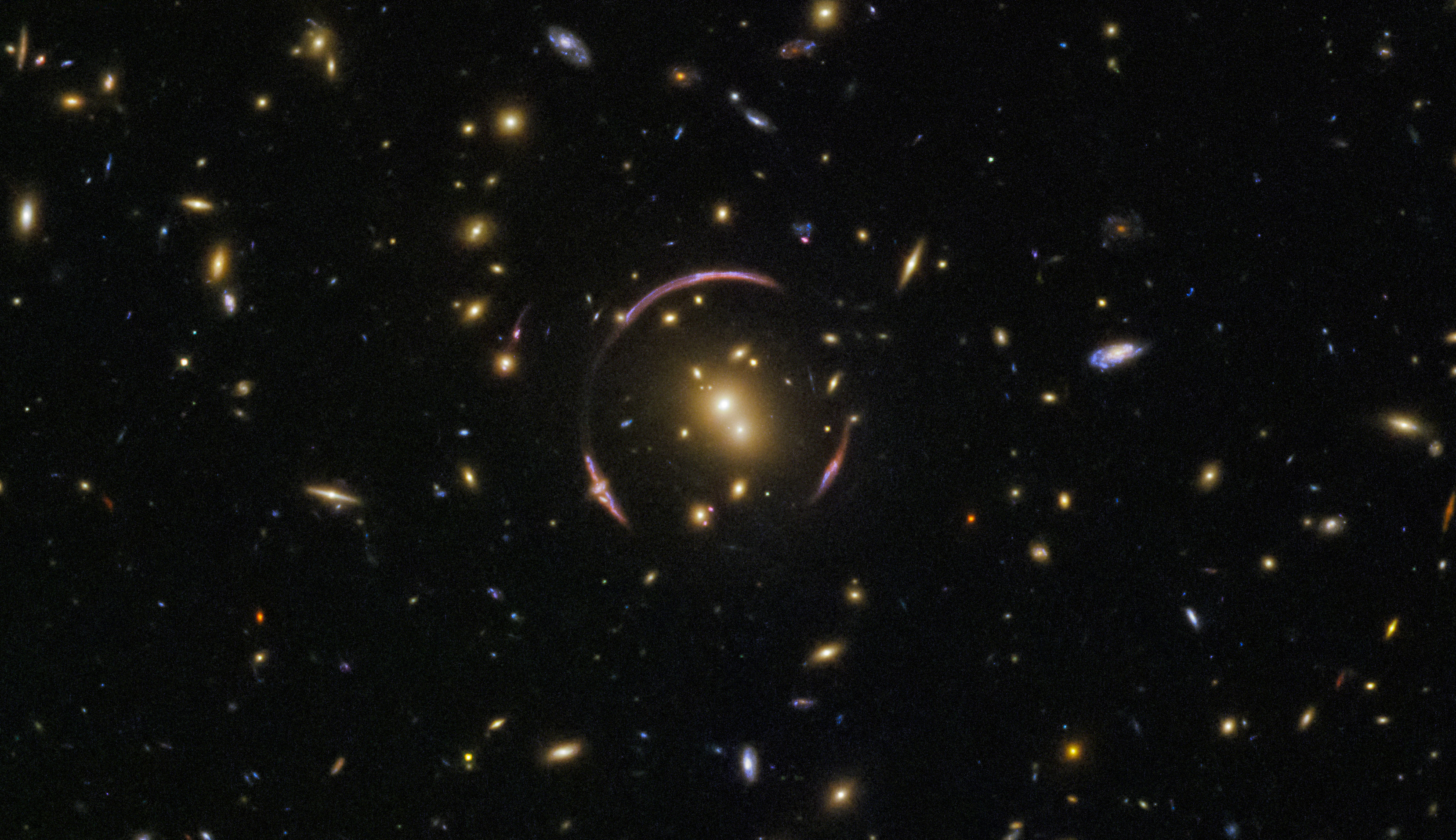
حلقة أينشتاين، في النظام المسمى SDSSJ0146-0929.
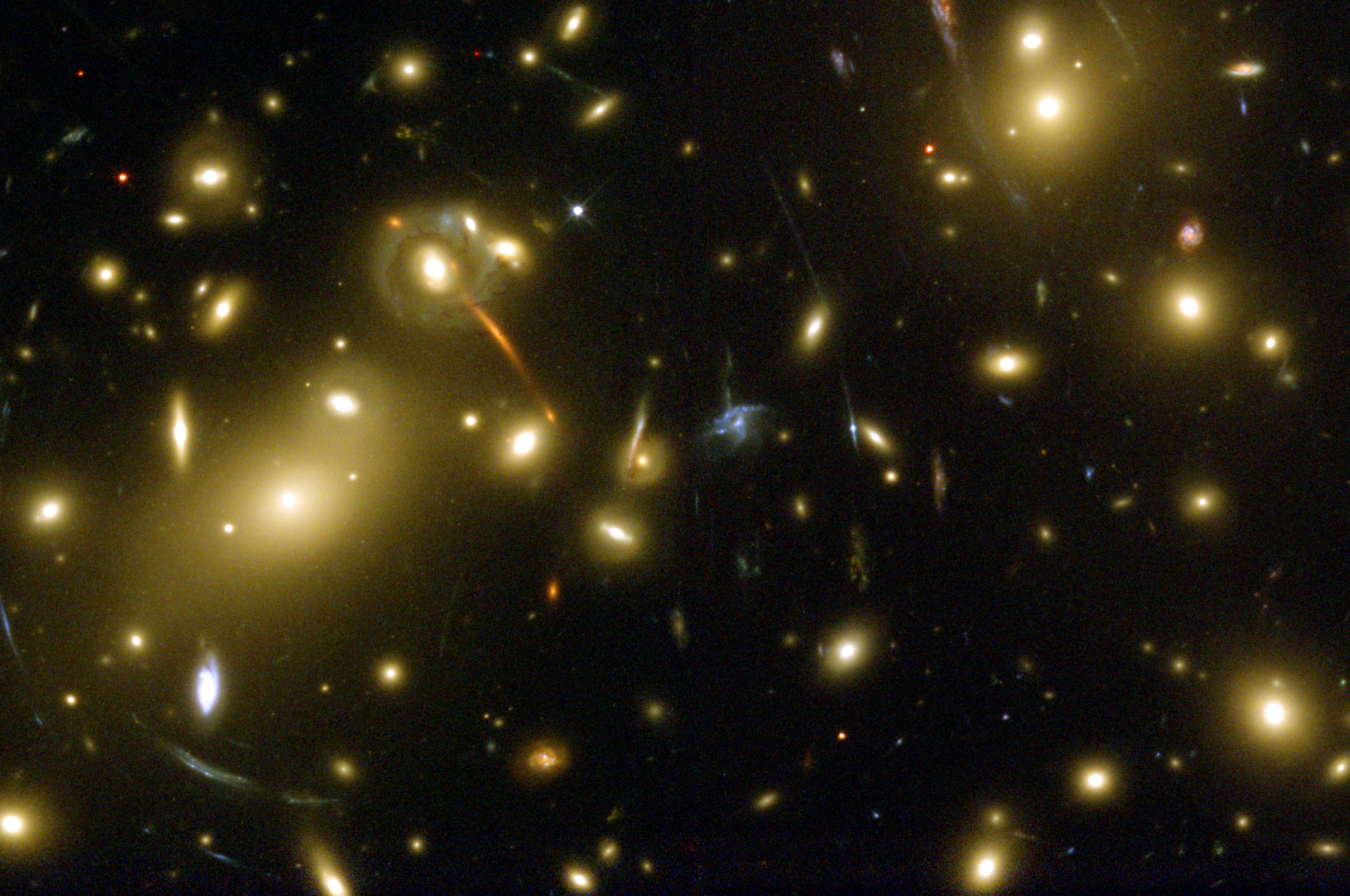
أقواس لامعة عملاقة ناتجة عن تشوه صور لأجسام تقع خلف العنقود المجري المستمى أيبل 2218.